# Kkondae Intern
Kkondae Intern (꼰대인턴?) è una serie televisiva sudcoreana del 2020, diretta da Nam Sung-woo e trasmessa da MBC TV.

## Trama
Per Ka Yeol-chan l'ambiente l'ambiente lavorativo risultò essere letteralmente un inferno a causa di Lee Man-sik, un superiore particolarmente esigente che spesso arrivava a chiedere l'impossibile; dopo aver lasciato il proprio impiego, Yeol-chan finisce però per sviluppare un prodotto di grande successo, e rapidamente riesce a fare carriera in un'altra società. Incredibilmente, l'uomo scopre che il collega che lo aveva tanto vessato adesso si trova alle sue dipendenze, e avendo il coltello dalla parte del manico inizia a elaborare un vero e proprio "piano di vendetta".